# Goodnight Mommy (film, 2022)
Pour les articles homonymes, voir Goodnight Mommy.
Pour plus de détails, voir Fiche technique et Distribution.
Goodnight Mommy est un thriller d'horreur psychologique américain sorti en 2022, réalisé par Matt Sobel, remake du film homonyme de 2014 et distribué sur la plateforme Prime Video.

## Synopsis
Des frères jumeaux, Elias et Lukas, rendent visite à leur mère qu'ils n'ont pas vue depuis le divorce de leurs parents. La mère ayant la tête couverte de bandages à la suite d'une opération de chirurgie esthétique ainsi qu'un comportement anormal, les deux frères se persuadent peu à peu que leur mère est en fait une usurpatrice.

## Distribution
- Naomi Watts : la mère[1]
- Cameron Crovetti : Elias
- Nicholas Crovetti : Lukas

## Fiche technique
- Titre original : Goodnight Mommy
- Titre francophone : Goodnight Mommy
- Réalisation : Matt Sobel[2]
- Scénario : Kyle Warren, d'après l'œuvre de Severin Fiala et Veronika Franz[1]
- Musique : Alex Weston
- Direction artistique : Zebah Pinkhams
- Photographie : Martin Gschlacht